# Charles H. Gerhardt
Pour les articles homonymes, voir Gerhardt.
Ne doit pas être confondu avec Charles Gerhardt.
Charles Hunter Gerhardt (6 juin 1895 - 9 octobre 1976) est un officier supérieur de l'armée de terre américaine (US Army) qui a participé à la Première et Seconde Guerre mondiale. Pendant cette dernière, il a commandé la 29e division d'infanterie (29th Infantry Division) de 1943 à la fin de la guerre et pendant une partie de l'occupation de l'Allemagne. Les opérations de combat les plus célèbres de la division ont été le débarquement d'Omaha Beach le 6 juin 1944 (jour de son 49e anniversaire), également connu sous le nom de jour J (D-day), et la prise de la ville carrefour française de Saint-Lô en juillet 1944.

## Biographie

### Jeunesse et début de carrière militaire

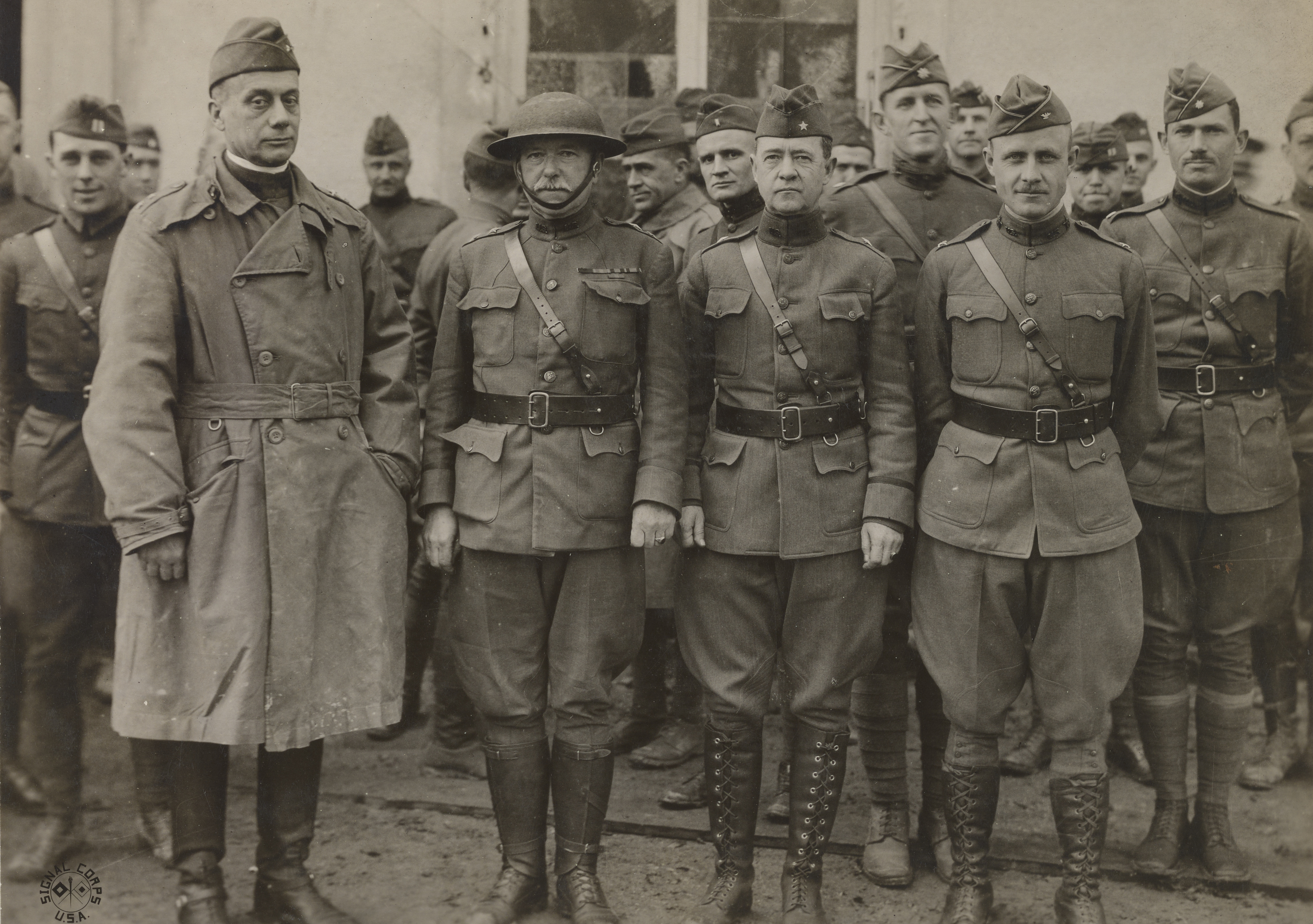
De gauche à droite : Le major général William M. Wright, commandant la 89e division, le major général Frank L. Winn, qui succédera à Wright à la tête de la 89e division, et le brigadier général Henry D. Todd Jr. commandant la 58e brigade d'artillerie de campagne, Stenay, Meuse, France, 12 novembre 1918. Derrière Wright se tient son aide de camp, le capitaine Charles H. Gerhardt.

Gerhardt a grandi dans l'armée en tant que fils de Charles Gerhardt, un officier de carrière qui a pris sa retraite en tant que brigadier général (général de brigade). En 1913, le jeune Gerhardt entre à l'Académie militaire des États-Unis (United States Military Academy - USMA) à West Point, dans l'État de New York, où il acquiert la réputation d'un joueur de football, de baseball et de polo doué. En 1916, Gerhardt est le quarterback de West Point et remporte une victoire 30-10 sur Notre Dame, dirigée par le célèbre freshman George Gipp. Ce fut la seule défaite de Notre Dame cette année-là.
La promotion de Gerhardt à West Point a reçu son diplôme le 6 avril 1917, le jour où l'Amérique a officiellement déclaré la guerre. La remise des diplômes a eu lieu six semaines plus tôt que prévu en raison de l'entrée en guerre des États-Unis. Par la suite, Gerhardt a été nommé sous-lieutenant (second lieutenant) dans la branche cavalerie de l'US Army.
Il fait partie de la promotion qui a produit plus de 55 futurs officiers généraux, dont deux chefs d'état-major de l'armée de terre - Joseph L. Collins et Matthew B. Ridgway. Parmi ses autres camarades de classe figurent : Clare H. Armstrong, Aaron Bradshaw Jr., Mark W. Clark, John T. Cole, Norman D. Cota, John M. Devine, William W. Eagles, Theodore L. Futch, Augustus M. Gurney, William Kelly Harrison Jr., Ernest N. Harmon, George H. Weems, Robert W. Hasbrouck, Frederick A. Irving, Laurence B. Keiser, Charles S. Kilburn, Bryant E. Moore, Daniel Noce, Onslow S. Rolfe, Herbert N. Schwarzkopf, Albert C. Smith, George D. Wahl et Raymond E. S. Williamson.
Sa première affectation après l'obtention de son diplôme est une unité de cavalerie au Texas. Cependant, il sert ensuite comme officier d'état-major au quartier général de la 89e division d'infanterie (89th Infantry Division) sur le front occidental, dans le cadre du corps expéditionnaire américain (American Expeditionary Force - AEF). Il termine la guerre en tant qu'aide de camp du Major général (général de division) William M. Wright, commandant de la 89e division d'infanterie.

### Entre-deux-guerres
Resté dans l'armée pendant l'entre-deux-guerres, Gerhardt est sélectionné en 1932 comme juge pour les épreuves équestres des Jeux olympiques de 1932 à Los Angeles. À un moment donné, il suit les cours du United States Army Command and General Staff College (collège de commandement et d'état-major général de l'US Army). Le 1er juillet 1940, il est promu lieutenant-colonel,.

### Seconde Guerre mondiale

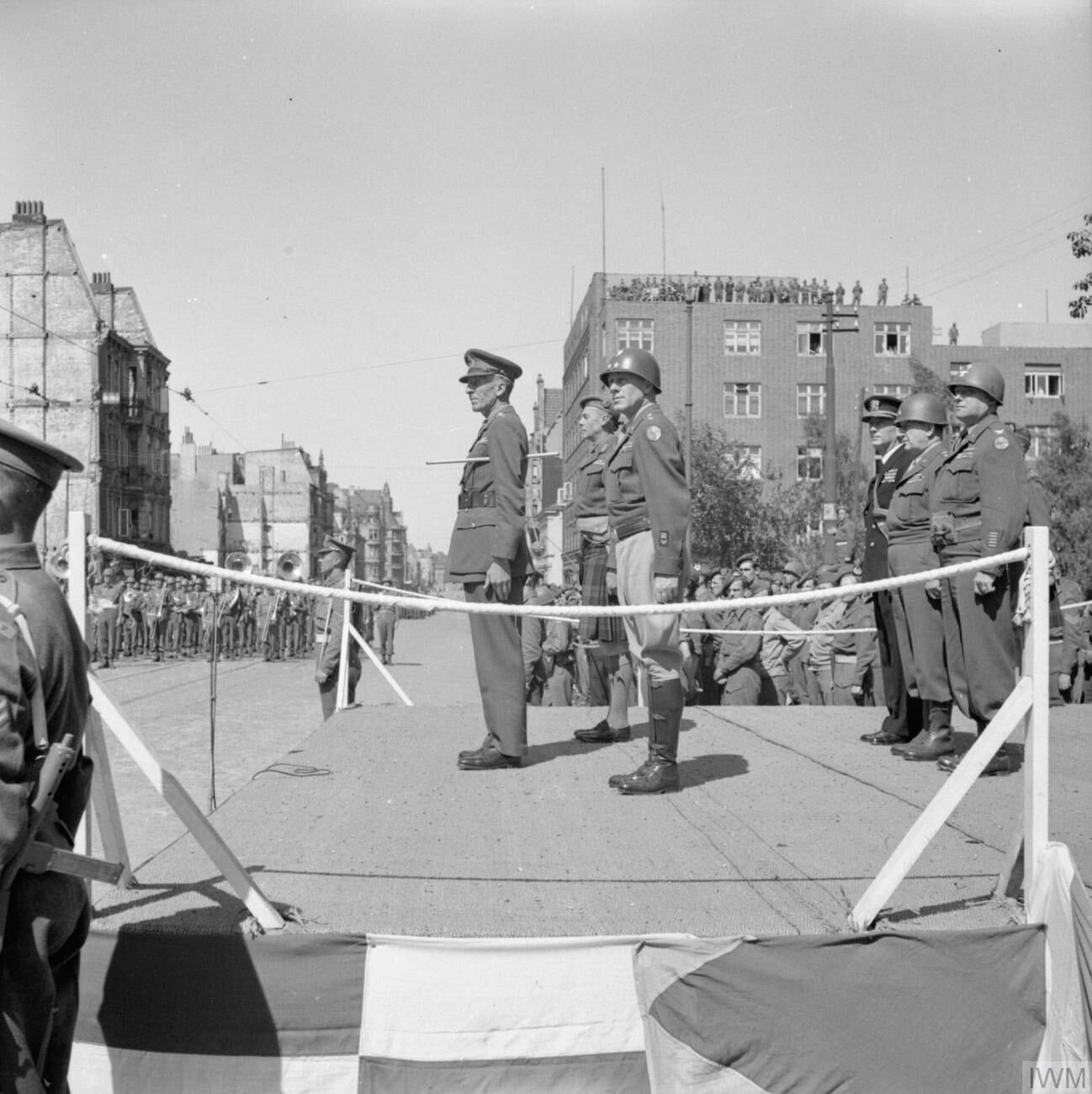
Le lieutenant-général britannique Brian Horrocks, le major-général Gordon MacMillan et le major-général Charles H. Gerhardt sur la base de salut lors de la cérémonie marquant la reprise de Bremerhaven par les forces britanniques aux forces américaines, mai 1945.

Au moment de l'attaque japonaise sur Pearl Harbor et de l'entrée subséquente des États-Unis dans la Seconde Guerre mondiale, Gerhardt commande la 56e brigade de cavalerie (56th Cavalry Brigade), depuis le 13 septembre, après avoir été promu au grade temporaire de brigadier général (général de brigade) le 10 juillet 1941.
Huit mois après Pearl Harbor, il est le premier commandant général (CG) de la 91e division d'infanterie (91st Infantry Division), une division composée exclusivement de recrues, à Camp White, dans l'Oregon.
En juillet 1943, succédant au major général Leonard T. Gerow, il prend le commandement de la 29e division d'infanterie (29th Infantry Division), une formation de la Garde nationale (National Guard) qui était alors stationnée dans le sud-ouest de l'Angleterre en vue de l'invasion alliée de la Normandie, et ce depuis octobre 1942. En vue de l'invasion, prévue pour le printemps 1944, la division s'entraîne intensivement aux opérations amphibies.
Le major général Gerhardt est un maître d'œuvre sévère, un disciplinaire strict, considéré par beaucoup de ses hommes comme un martinet, qui s'énerve souvent pour de petites choses, par exemple lorsqu'un soldat n'a pas bouclé la jugulaire de son casque. Selon une anecdote célèbre, il aurait réprimandé un soldat le lendemain du jour J pour avoir laissé tomber sur le sol les pelures de l'orange qu'il était en train de manger. Il ne tolérait pas qu'il y ait de la saleté ou de la boue sur les camions et obligeait les soldats à s'arrêter pour nettoyer un camion dans presque toutes les circonstances. Le général de division Gerhardt était cependant un formateur de soldats superbe et motivé, et il attendait la même chose de ses subordonnés. Il a dirigé la 29e division d'infanterie tout au long des combats en Europe occidentale, du jour J (6 juin 1944) jusqu'à la fin de la Seconde Guerre mondiale en Europe, le jour de la Victoire en Europe (8 mai 1945).

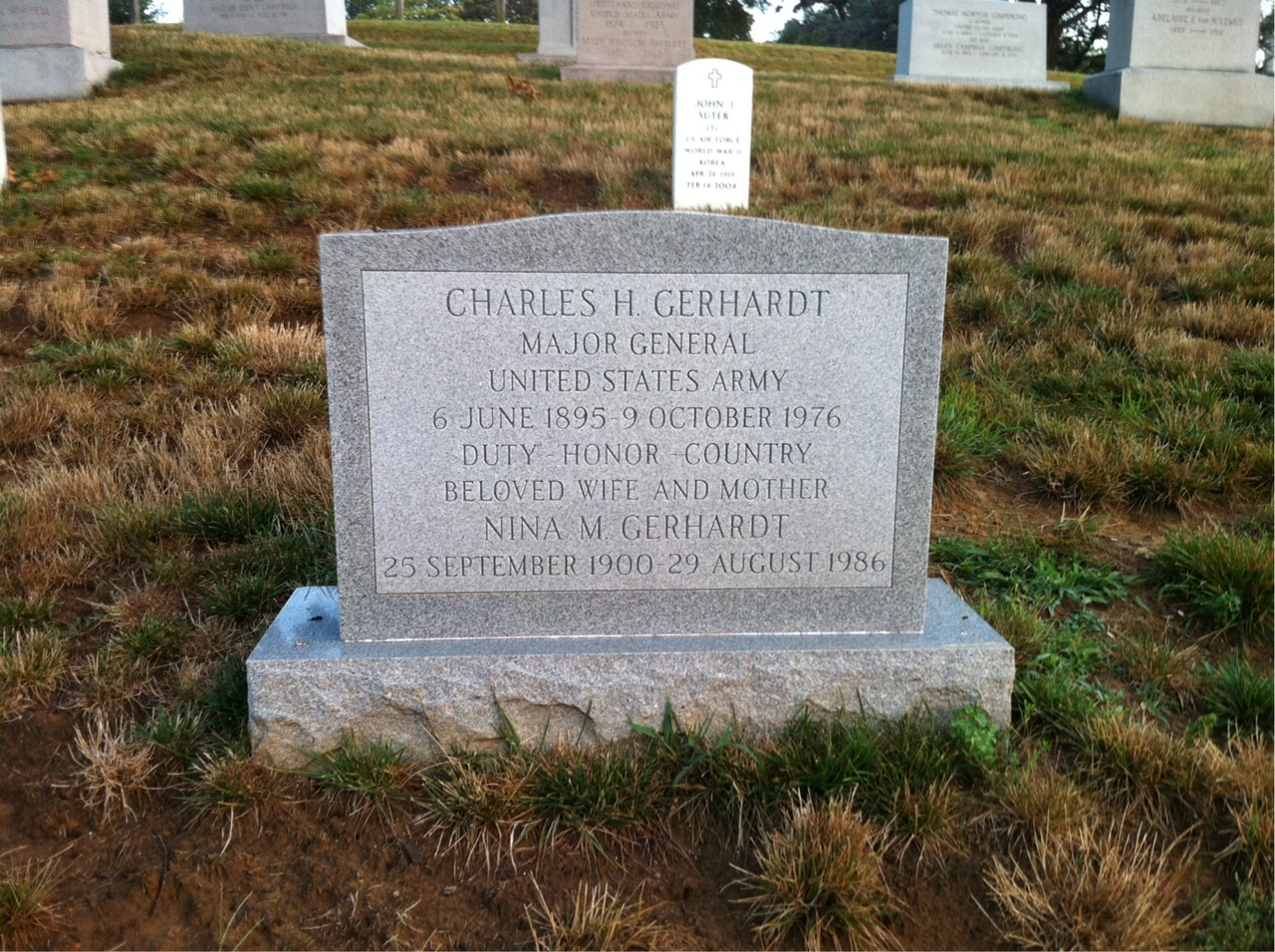
La tombe du général de division Charles H. Gerhardt et de son épouse, Nina M. Gerhardt, au cimetière national d'Arlington.

Gerhardt fut l'un des commandants les plus controversés du théâtre européen. Ses détracteurs l'accusaient de manquer de tactique militaire et d'être insouciant avec la vie de ses hommes, soulignant souvent le taux de pertes étonnamment élevé de la 29e division d'infanterie qui, du 6 juin 1944 au 8 mai 1945, comptait plus de 20 600 hommes tués, blessés ou portés disparus. On disait que Gerhardt commandait en fait trois divisions : une sur le champ de bataille, une à l'hôpital et une au cimetière. Il était également considéré comme un homme aux mœurs légères, comme en témoigne une maison de prostitution qu'il avait créée pour ses hommes près de Rennes, en France, et que le lieutenant général Omar Bradley, commandant du 12e groupe d'armées américain (Twelfth United States Army Group), n'avait pas approuvée et dont il avait ordonné la fermeture. Cette maison n'est restée ouverte que cinq heures. Gerhardt approuva personnellement l'enseigne, qui disait "Blue and Gray Corral ; Riding Lessons 100 Francs" (Corral bleu et gris ; leçons d'équitation 100 francs). Blue and Gray est le surnom de la division, composée d'hommes originaires des deux côtés de la ligne Mason-Dixon. Gerhardt se situe généralement entre l'approbation et la désapprobation de ses supérieurs. Après la guerre, il est rétrogradé au rang de colonel pour des raisons que l'on pense être une combinaison du taux élevé de pertes de la 29e division d'infanterie et de ses faiblesses morales.

### L'après-guerre
Après la guerre, Gerhardt a été attaché militaire des États-Unis au Brésil et a occupé un poste à Fort Meade, dans le Maryland. Il a obtenu le grade de brigadier général (général de brigade) et a pu prendre sa retraite au grade le plus élevé qu'il ait occupé, celui de major général (général de division).
Il meurt le 9 octobre 1976 à l'âge de 81 ans et est enterré au cimetière national d'Arlington.

## Décorations
Il a notamment reçu les décorations suivantes:
- - Army Distinguished Service Medal[6]
- - Silver Star[6]
- - Legion of Merit[6]
- - Bronze Star (2)[6]

## Sources
- (en) Cet article est partiellement ou en totalité issu de l’article de Wikipédia en anglais intitulé « Charles H. Gerhardt » (voir la liste des auteurs).